# Gaudencio de Rímini
Gaudencio de Rímini (también conocido como San Gaudencio de Éfeso; en italiano: San Gaudenzio di Rimini; fallecido el 14 de octubre de 360) nació en Éfeso en Asia Menor. 
En 308 emigró a Roma y fue bautizado. En 332 fue ordenado sacerdote y catorce años más tarde consagrado como obispo. Luego fue enviado a Ariminum (moderno Rimini, Italia) donde se convirtió en el primer obispo de esa ciudad.
En 359, asistió al Consejo de Rimini convocado por el emperador romano Constancio II, especialmente convocado para condenar a Arrio. Después de atacar las creencias del arrianismo, fue arrestado por el representante del emperador y luego secuestrado por las autoridades y linchado por los seguidores de Arrio. Es honrado como mártir por la Iglesia Católica.